# Matthäus Seutter

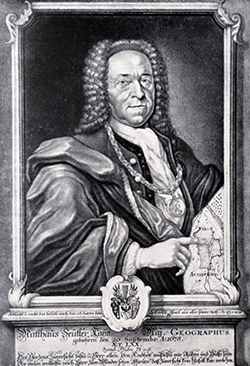
Matthäus Seutter.

Matthäus Seutter, född 20 september 1678 i Augsburg, död i mars 1757 därstädes, var en tysk kartograf, kopparstickare och förläggare. Han grundade ett efter honom uppkallat tryckeri och förlag. Med  över 500 utgivna kartor räknas han till de mest betydande kartproducenter i 1700-talets Tyskland.

## Biografi
Seutter, vars far var guldsmed, började som bryggerilärling i Augsburg. Uppenbarligen oinspirerad av ölverksamheten lämnade Seutter sin lärlingsutbildning och flyttade till Nürnberg där han efter 1697 lärde sig koppargravyr hos den renommerade kartografen Johann Baptist Homann i Nürnberg. Omkring år 1707 grundade han i hemstaden Augsburg ett eget förlag med eget tryckeri där han producerade bland annat kartor över länder och städer men även diverse illustrationer. Bland hans arbeten märks även en jord- och en himmelsglob. Så småningom blev han en av sin tidigare läromäster Homanns största konkurrenter. Många av Seutters kartor var dock inte av honom själv framtagna original, utan kopior av andra kartografers arbeten. Hans kartor utmärkte sig dock genom omfattande utsmyckningar som stadsvyer och allegoriska scener.
Till en början graverade Seutter sina kartor själv men fick senare hjälp av sönerna Georg Matthäus och Albrecht Carl. Genom åren producerades över 500 kartor i hans förlag. Seutters mest kända verk utkom 1725, en världsatlas kallat "Atlas Geographicus oder Accurate Vorstellung der Ganzen Welt" med 46 kartor, 1734 publicerades "Grosser Atlas" med 131 kartor och 1744 en specialatlas "Atlas minor" med 64 kartor. Bland hans Europakartor finns även en karta över Skandinavien "Sueciæ, Daniæ et Norwegiæ Regn." från 1700-talets första hälft och bland stadskartorna märks en karta över Stockholm "die vortrefflige Haupt und Residenz Statt des König Reiches Schweden in einem accuraten Grundriss u. Prospecten" som han utgav på 1740-talet.
År 1732 erhöll Seutter titeln Sacrae Caesareae Maiestatis Geographus (kejserlig geograf) av den tysk-romerske kejsaren Karl VI. På hans kartor finns därefter förkortningen Sac. Cæs. Majest. Geogr. eller SCMG (syns även på hans Skandinavien- och Stockholmskarta). Efter hans död 1757 övertogs verksamheten av sonen Albrecht Carl som dock avled redan 1762. Därefter sålde dennes änka förlaget.

## Verk i urval

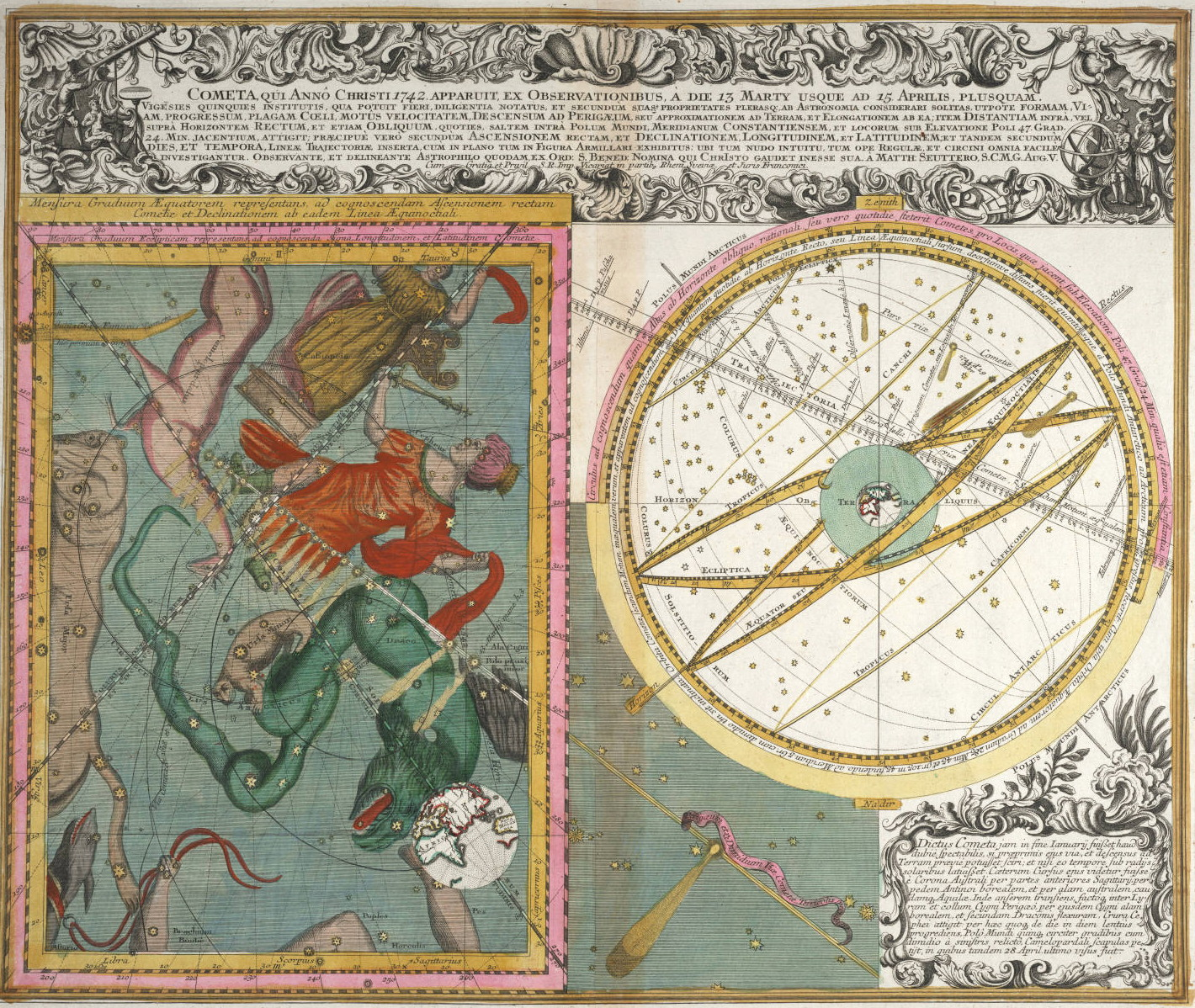
Stjärnhimlen och stjärnbilder, ca 1742.
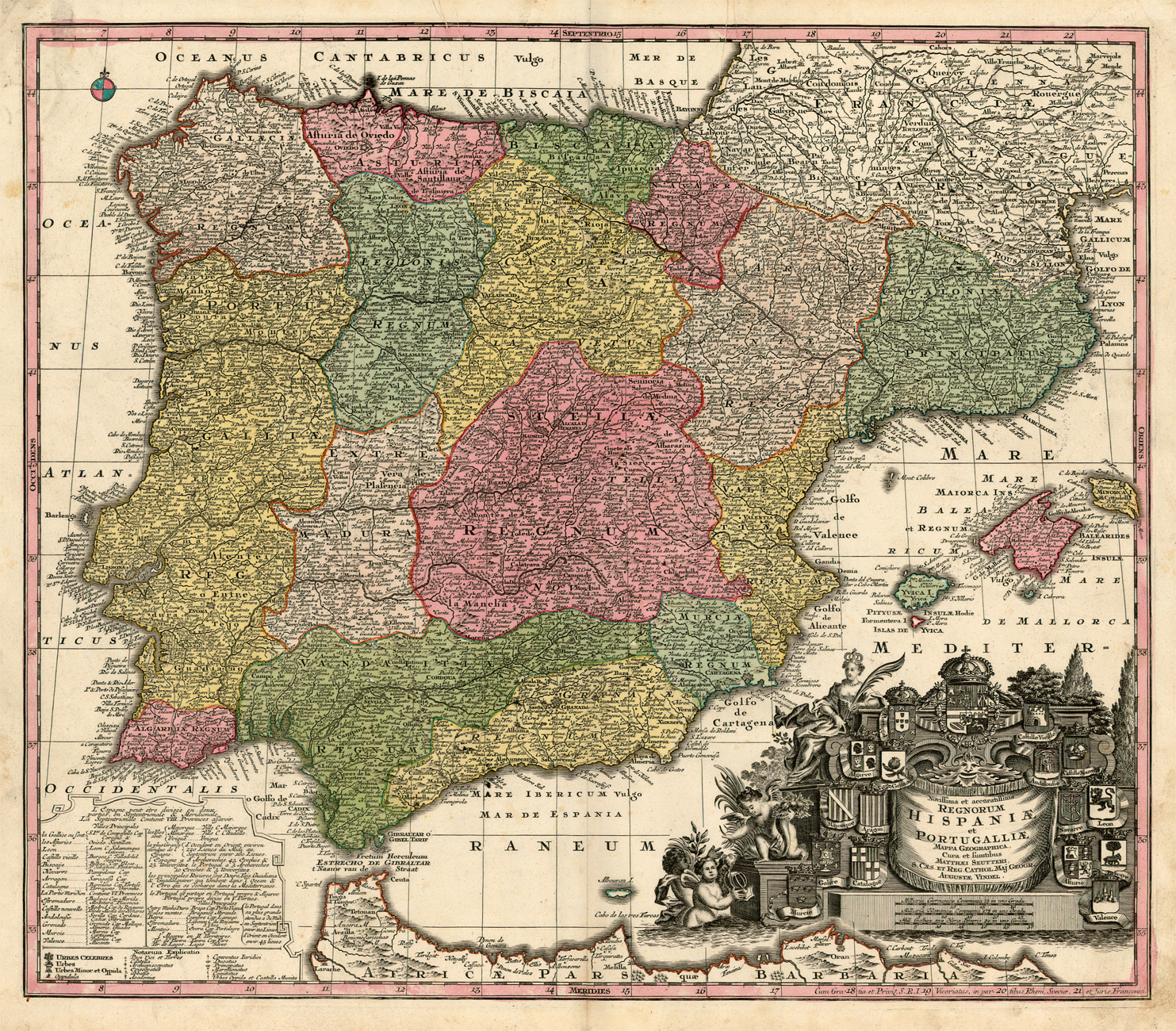
Spanien och Portugal, 1734.
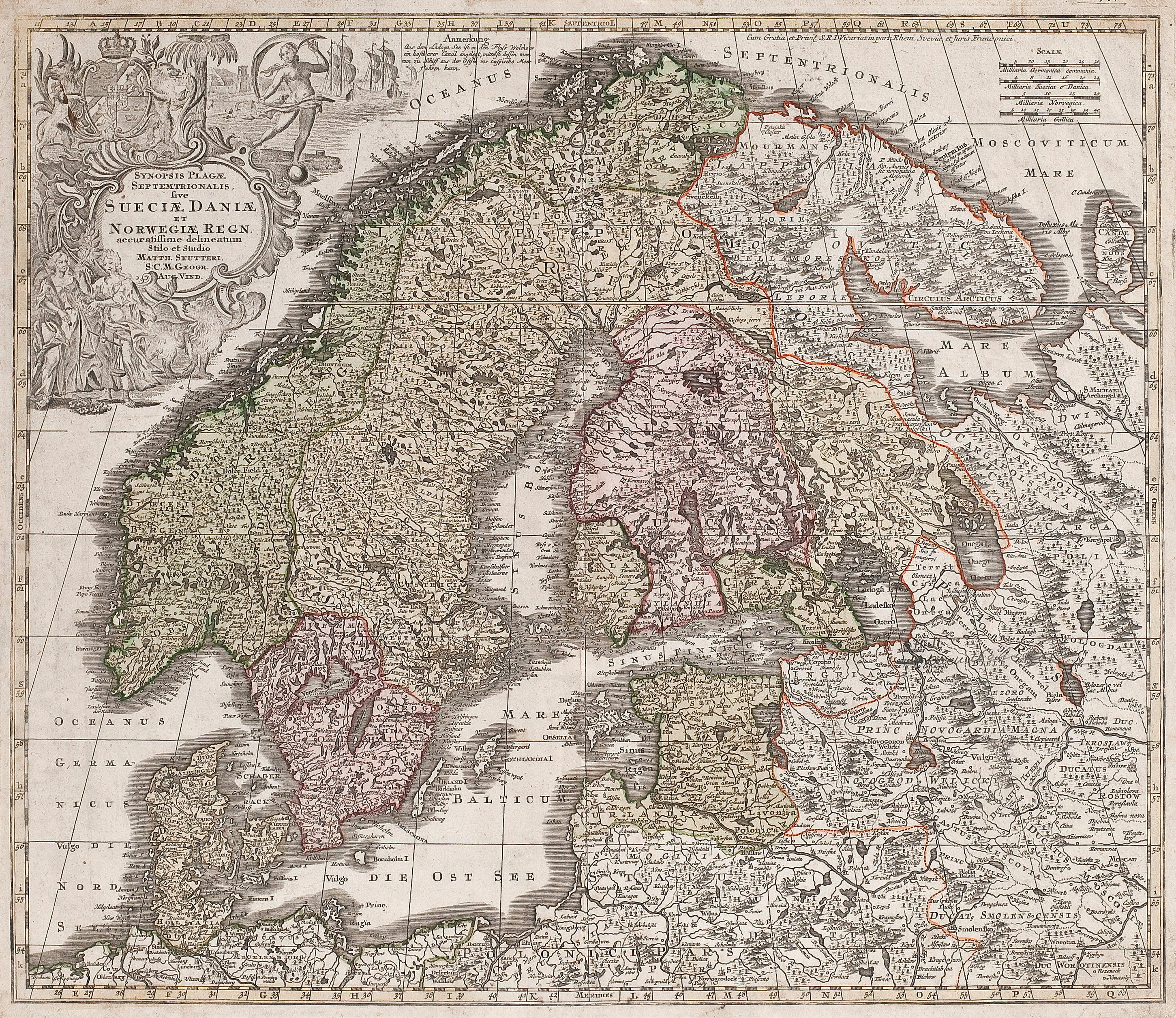
Sverige, Norge och Danmark, 1700-talets första hälft.
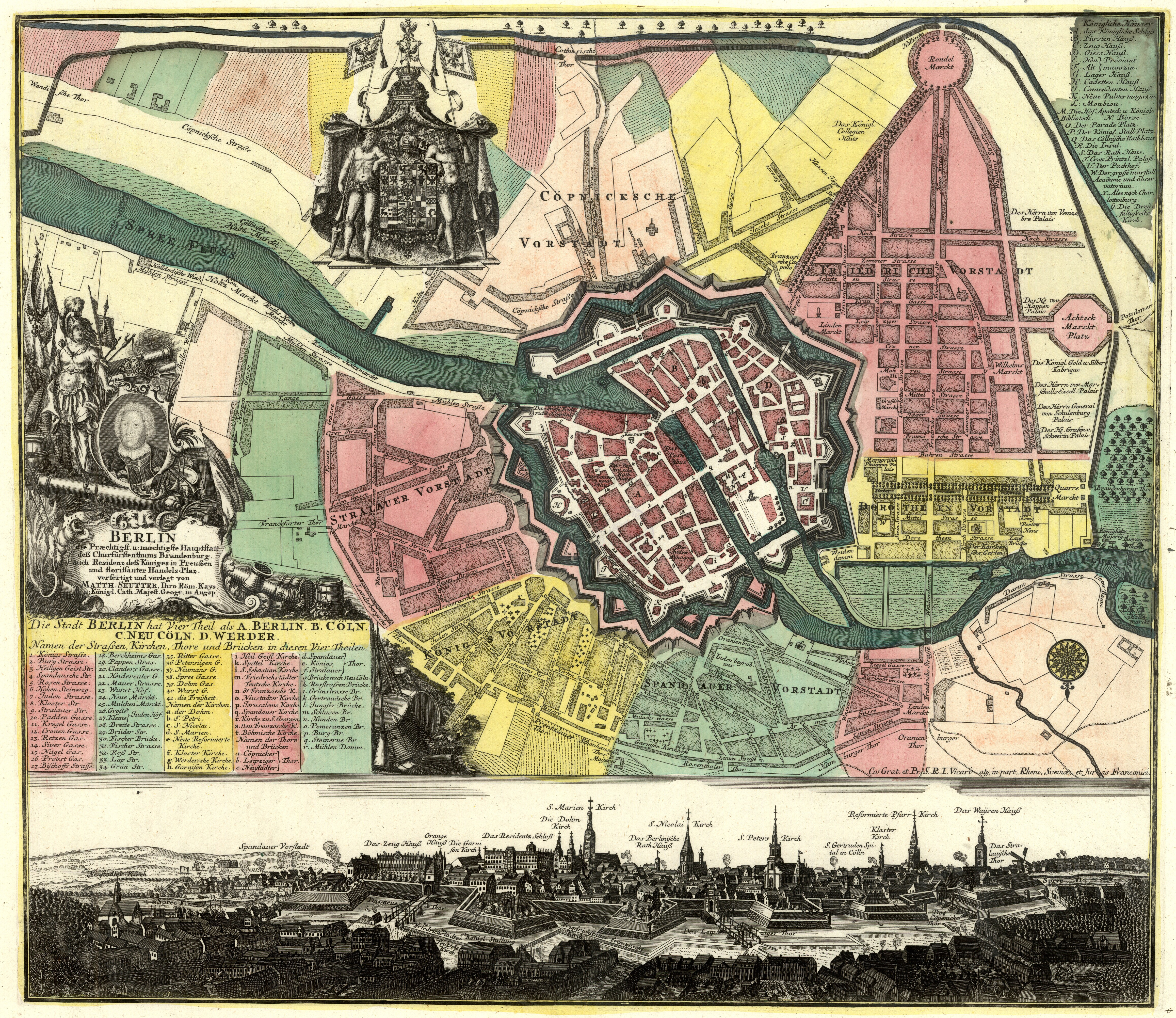
Berlin, 1738.
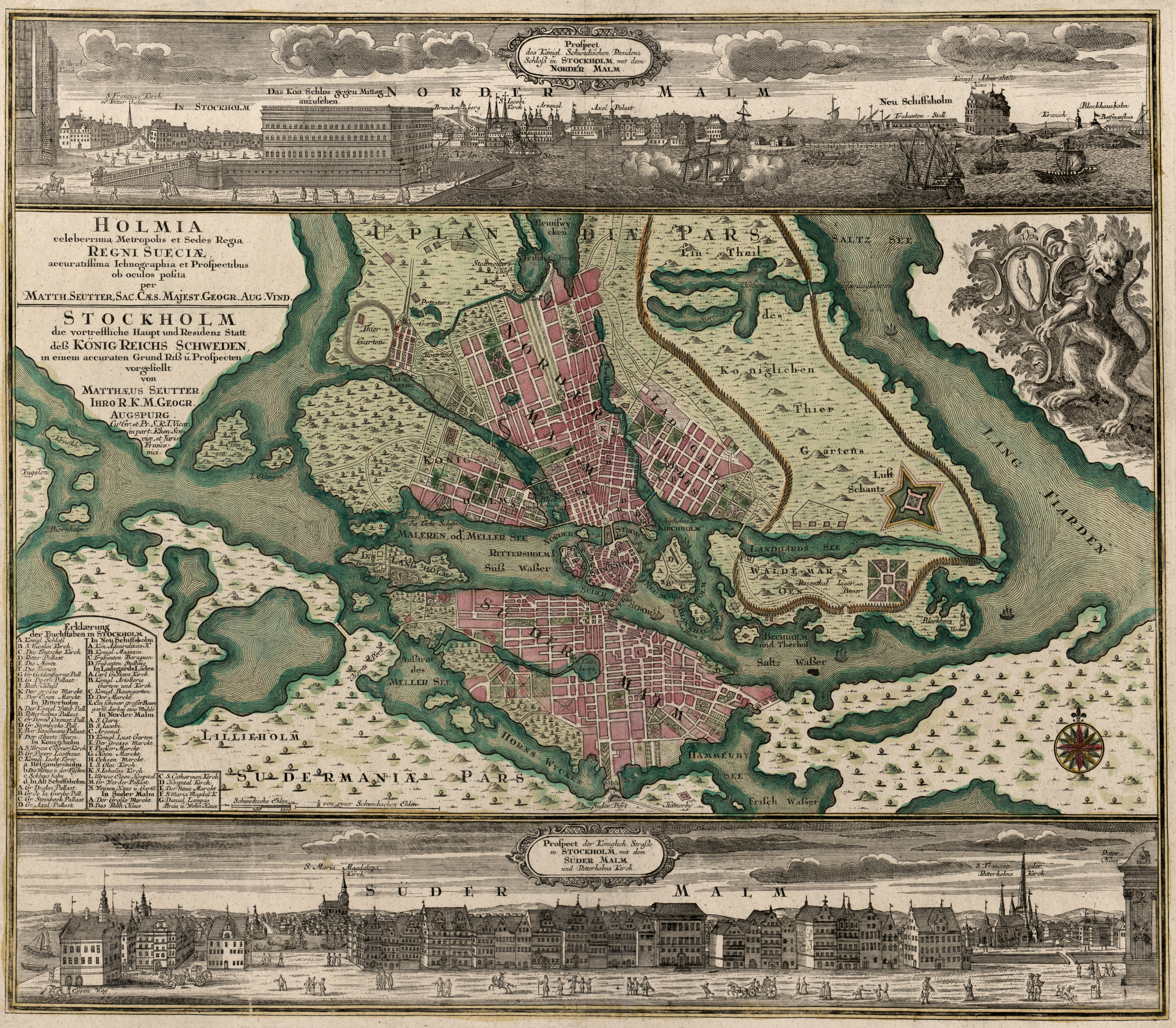
Stockholm, 1740-tal.
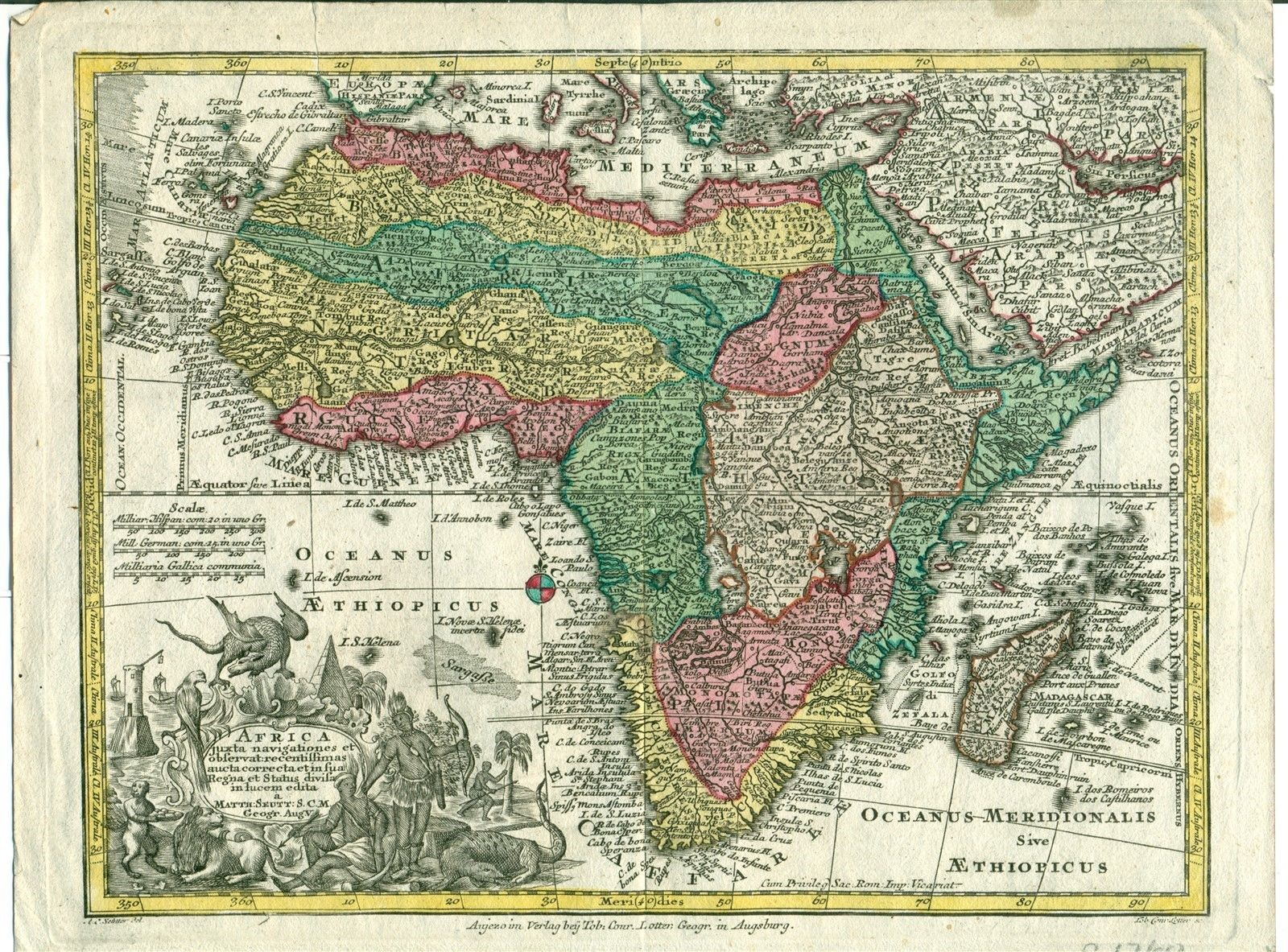
Afrika, 1744.